# Caloplaca marina
Lichen encroûtant orange
Espèce
Caloplaca marina, appelé aussi lichen encroûtant orange, est une espèce de lichens crustacés et placodioïdes. Il a une large aire de répartition et peut être trouvé sur les rochers, les murs, et surtout sur les rivages où il forme une ceinture de lichens jaune orangé marquant la transition entre le milieu marin et terrestre.

## Répartition et habitat
Caloplaca marina se trouve sur la plupart des roches côtières mondiales, allant du type calcaire aux type silicaté (HS). On le trouve typiquement dans la zone mésique supralittorale ou au-dessus de Verrucaria maura (« lichens goudronneux »). Il peut être distingué du C. thallincola par son absence de thalles bien définis.
C. marina tolère les embruns marins et une brève immersion dans l’eau de mer.

## Description
Le corps végétatif du lichen, le thalle, est de couleur orange ou rouge orangé et peut être continu ou fragmenté. Lorsqu'il est fragmenté, le thalle semble grumeleux sous une loupe ; lorsqu'elle est continue, elle est aréolée et les bords peuvent être mal définies et presque dépourvues de lobes ; il n'est jamais poudreux ou pruineux.
Un prothalle de couleur claire peut être visible chez les spécimens bien développés.
Les ascocarpes sont petites et dispersées dans le thalle, ou bien regroupées en petits groupes ; les diamètres sont rarement supérieurs à 0,8 mm.
La surface du disque orange (une couleur plus foncée que le thalle) est initialement concave mais devient convexe en mûrissant ; le bord de l'ascocarpe se rétrécit également en mûrissant, donnant l'impression que le disque convexe déborde dessus.

## Tolérance à la pollution
C. marina n'est pas immédiatement affectée par les marées noires et le nettoyage, mais meurt en douze mois. Elle recolonise rapidement les zones d’extinction localement.

## Taxonomie
Le nom correct complet (avec auteur) de ce taxon est Caloplaca marina Wedd., 1873.
- Caloplaca marina f. flavogranulata, Wedd. (1875)
- Caloplaca marina var. flavogranulata (Wedd.) Zahlbr
- Gasparrinia marina (Wedd.) Hav. (1936)
- Placodium lobulatum

## Étymologie
« Calos » en grec signifie gentil/aimable, « placa » en grec signifie bouclier/plaque. Caloplaca signifie donc « belles plaques ».